# Szturm Groznego (26 listopada 1994)
Listopadowy szturm Groznego – starcie pomiędzy siłami Czeczeńskiej Republiki Iczkerii a Tymczasową Radą Republiki Czeczeńskiej nieoficjalnie wspartej przez rosyjskich żołnierzy mające miejsce 26 listopada 1994 roku. Zakończone niepowodzeniem.

## Tło
W połowie 1993 roku w Czeczenii (funkcjonującej jako niepodległe od Rosji państwo) trwał konflikt pomiędzy prezydentem Dżocharem Dudajewem a siłami opozycyjnymi dążącymi do jego obalenia po złamaniu przez niego konstytucji. Protesty zakończyły się brutalnym ich stłumieniem przez czeczeńskie siły porządkowe i szybkim rozpadem opozycji. Jednak w grudniu tego roku siły antydudajewowskie ponownie się zjednoczyły pod nazwą Tymczasowej Rady Republiki Czeczeńskiej. Pomiędzy oboma stronami wybucha wojna domowa. Na prośbę Rady Tymczasowej Federacja Rosyjska uznaje ją za jedyny prawowity organ władzy w Republice oraz udziela jej wsparcia finansowego i militarnego w nadziei, że nowa władza spowoduje przyłączenie Czeczenii do Rosji.
Rosyjscy wojskowi zamierzali posunąć się w pomocy opozycji o krok dalej. W tym celu przygotowywali się do szturmu na Grozny, stolicę państwa kierowanego przez Dudajewa. Federalna Służba Kontrwywiadowcza zorganizowała w tym celu 40 czołgów T-72 wraz z załogami rekrutowanymi spośród żołnierzy dywizji kantemirowskiej. Za udział w misji czołgiści mieli otrzymać duże pieniądze. Każdy, kto się zgodził, otrzymywał milion rubli, a zniszczenie sprzętu wroga i odniesione rany skutkować miały dodatkowymi nagrodami – 25 mln rubli za lekkie obrażenia, 50 mln za średnie i 75 mln za ciężkie. W przypadku śmierci rodziny żołnierzy otrzymać miały po 150 mln rubli. Wraz z siłami Rady Tymczasowej planowano szybkie zajęcie miasta i ogłoszenie sukcesu.

## Atak
26 listopada wojska w sile 40 czołgów (kierowanych przez rosyjskie załogi), 10 transporterów BTR-80 i nieokreśloną liczbę ciężarówek z żołnierzami czeczeńskiej Rady Tymczasowej zaatakowała Grozny w trzech kierunkach. Wsparcie zapewnić miały śmigłowce Mi-24 i samoloty Su-27. Podczas drogi do miasta żadna z kolumn nie napotkała żadnego oporu, choć istnieją doniesienia o zaatakowaniu jednej w pobliżu wsi Pietropawłowskoje.
W Groznym czołgi zatrzymywały się na ulicach i pytały przechodniów o drogę do określonych punktów miasta. Bez walki udało zająć się centrum telewizyjne, przy którym pozostawiono 3 czołgi i ruszono na Pałac Prezydencki, jednak wtedy napotkano poważny opór. Granatniki przeciwpancerne Czeczenów skutecznie powstrzymały atak. Tylko jeden czołg zdołał przebić się do Pałacu i oddał do niego kilka strzałów z amunicji zapalającej powodując pożar, jednak musiał się on wycofać. Po tym batalion dowodzony przez Szamila Basajewa (który skupiał weteranów walk w Abchazji) zaatakował wojska pozostałe przy centrum telewizyjnym. Żołnierze posiadający jeszcze sprawne czołgi zdecydowali się wycofać z miasta. Mimo to rosyjskie stacje informacyjne donosiły o rychłym zdobyciu Groznego i przekazaniu władzy w Republice w ręce Rady Tymczasowej.
Atak zakończył się całkowitą porażką. Z 40 początkowych pojazdów tylko 18 czołgów zdołało opuścić Grozny. Zginęło ok. 500 żołnierzy strony atakującej, w tym co najmniej 6 Rosjan z dywizji kantemirowskiej. Ludziom Dudajewa udało się schwytać 21 Rosjan. Następnego dnia telewizja wyemitowała materiał pokazujący tych jeńców przyznających się do bycia rosyjskimi żołnierzami. Iczkeria zagroziła ich rozstrzelaniem, jeśli Moskwa nie przyzna się, że wysłała do Czeczenii swoje wojska. Pomimo tego, że Ministerstwo Obrony do końca zaprzeczało wysłaniu swoich ludzi w ten rejon, 20 jeńców zostało uwolnionych.

## Skutki
Minister Obrony Federacji Rosyjskiej, gen. Pawieł Graczow zaprzeczał wysłaniu rosyjskich żołnierzy do Czeczenii. Wspominał tylko, że wie o tym, że obie strony walk w Czeczenii korzystają z usług najemników. Wypowiedział też wtedy słynne słowa o tym, że gdyby w Groznym walczyła Armia Rosyjska, to wystarczyłby mu jeden pułk spadochronowy, by zająć miasto. Słowa te były mu później często wypominane po porażce Rosjan w I wojnie czeczeńskiej w 1996 roku.
Do dymisji podał się dowódca dywizji kantemirowskiej, gen. Borys Poljakow. 30 listopada Borys Jelcyn podpisał ukaz nr. 2137 „O środkach przywrócenia prawa i porządku konstytucyjnego na terenie Republiki Czeczeńskiej”. Już następnego dnia bombardowania rozpoczęły nieoznakowane rosyjskie samoloty, a władze FR zapowiedziały podjęcie wszelkich środków w celu „ratowania rosyjskich żołnierzy”, pomimo dalszego zaprzeczania, że w listopadowym ataku uczestniczył rosyjskie jednostki. 11 grudnia wojska federalne przekroczyły granicę z Czeczenią rozpoczynając w ten sposób I wojnę czeczeńską.

## Opinie
Istnieją kontrowersje dotyczące rzeczywistych przyczyn napaści. Niektórzy uważają, że listopadowy szturm od początku miał być skazany na porażkę, by stanowić dla Rosjan casus belli wprowadzenia na teren Iczkerii swoich wojsk. Ramzan Kadyrow (partyzant podczas I wojny czeczeńskiej, późn. nazwany „człowiekiem Putina w Czeczenii”) wspominał później, że „Pawieł Graczow, jako doświadczony dowódca wojskowy, nie mógł nie wiedzieć, że w centrum miasta, bez eskorty piechoty, kolumna czołgów zostanie rozstrzelana”. Jego zdaniem to nie był przypadek, że zaledwie dwa tygodnie później Rosja przeprowadziła pełnoskalową operację wojskową na terytorium Czeczenii.
Osobną opinię wyraził sam Graczow. Lata po zakończeniu wojny w Czeczenii przyznał, że nie miał udziału w przeprowadzaniu operacji, bo ta była wymysłem Federalnej Służby Kontrwywiadu, która nawet pomimo jego odmowy rekrutowała czołgistów z obwodu moskiewskiego. Jego zdaniem misja była przeprowadzona w tajemnicy przed nim i prezydentem, a on sam w trakcie jej przeprowadzania miał znajdować się we Władywostoku na rosyjskim Dalekim Wschodzie. Gdy czołgiści dojechali do Groznego, do ministra zadzwonić miał szef sztabu generalnego Michaił Kolesnikow informując go o wkroczeniu do miasta, braku jakichkolwiek strat i pozytywnym nastawieniu miejscowej ludności do najeźdźców.